# 比爾·康寧漢 (美國攝影師)
比尔·康宁汉（英語：William John "Bill" Cunningham Jr.，1929年3月13日—2016年6月25日）是美國紐約時報的摄影师，以抓拍和街拍闻名。自哈佛辍学后，先是以设计女性帽子而闻名，之后又为女装日志和芝加哥论坛报担任编辑。他固定的形象是一套藍色的「工作服」以及他坦率简朴的个性。比尔于纽约时报网站上有自己的影音专栏 （页面存档备份，存于），他的作品以时尚、穿搭为主，並以摄影记录纽约街头的日常景致与人物。

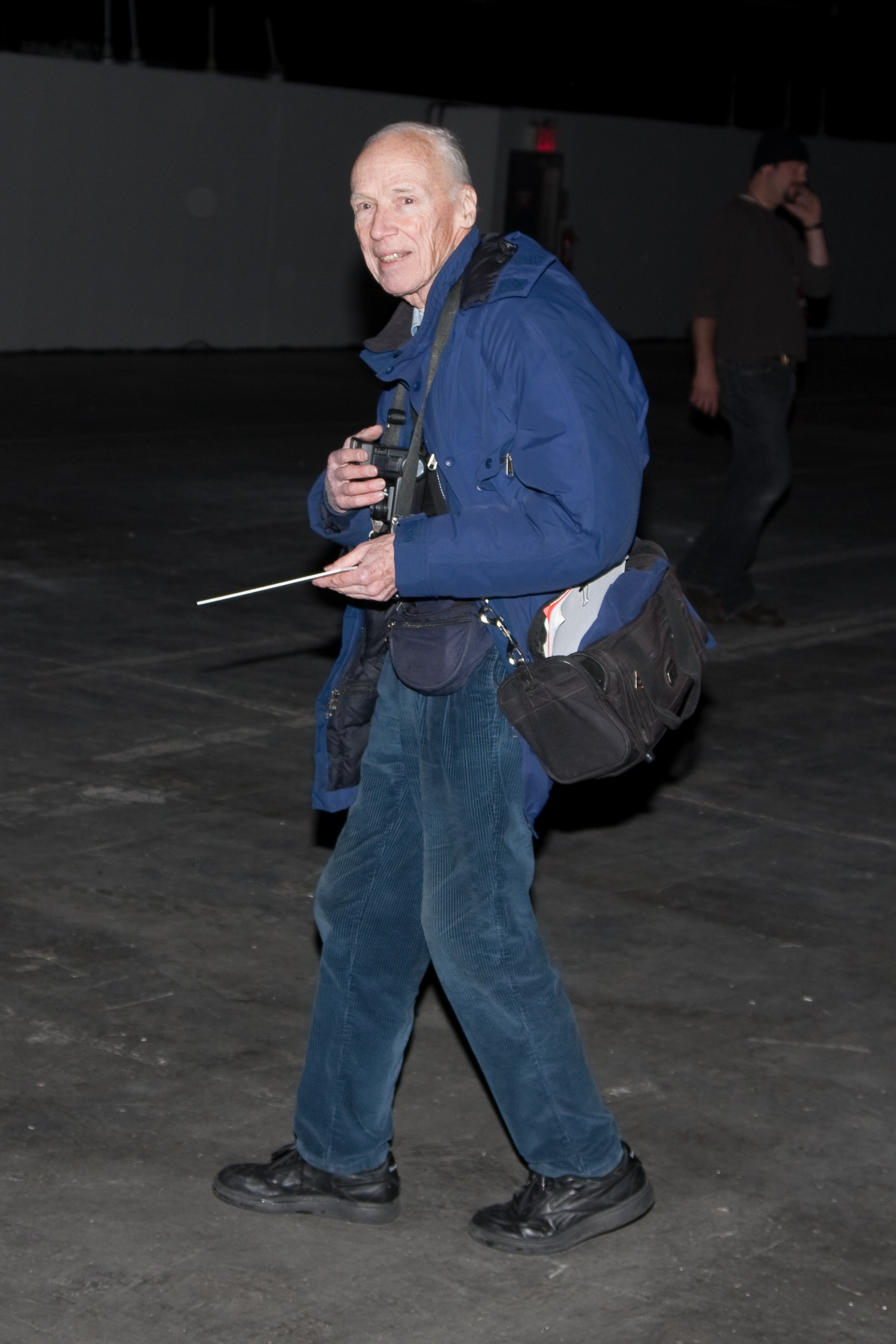
比尔・康宁汉

## 早年生活
William John Cunningham Jr.出生於愛爾蘭的一個天主教家庭，並在波士頓長大。 他一直保持著他的波士頓口音。 他有兩個姐妹和一個哥哥。 他的父母篤信宗教，並常常體罰他。 而後他作為Bonwit Teller波士頓店裡的一名貨品管理員，第一次接觸時尚界。 他後來說他對時尚的興趣始於教會：“我永遠無法專注於星期天的禮拜，因為我只想專注於女人們的帽子。” 以獎學金入學哈佛兩個月後，1948年他選擇退學並在19歲時搬到了紐約市，在那裡他再次到Bonwit Teller工作，但這次是在廣告部門。 不久之後，他辭掉工作，重新出發自立門戶，以“威廉J”的名義製作帽子。 他在朝鮮戰爭期間應徵入伍並駐紮在法國，在那裡他首次接觸法國時裝。 在跟著軍隊南征北戰之後，他於1953年返回紐約，接著製作和販賣女帽。  1958年，紐約時報批評家寫道，他製作的那些前所未有的出奇的雞尾酒會帽子幾乎壟斷了女帽市場。 他還同時為當時著名的時裝沙龍Chez Ninon工作。 在50年代他的客戶包括瑪麗蓮夢露，凱瑟琳赫本以及後來成為第一夫人的杰奎琳鮑維爾。 受到他的客戶的鼓勵，他開始寫專欄，首先是女性日報，然後是芝加哥論壇報。 他在1962年關閉了他的帽子店。  1963年繼肯尼迪總統被暗殺後，杰奎琳肯尼迪給康寧漢送去一件她在Chez Ninon買的巴黎世家紅色套裝。 他把它染成黑色，杰奎琳肯尼迪穿它去參加了葬禮。

## 职业生涯
康宁汉对时尚新闻作出了重大贡献，向美国读者介绍了Azzedine Alaïa和Jean Paul Gaultier。在为女装日报和芝加哥论坛报工作期间，他开始在纽约街头拍摄时尚抓拍。他是一位自学成才的摄影师。他抓拍了一张葛丽泰嘉宝的照片，尽管后来他说他在拍摄她的海狸鼠皮毛大衣的时候都没有认出她：“我想：‘那个肩膀的剪裁，太美了。我只注意到了大衣和肩膀。” 而后，他在1978年12月的“纽约时报”发表了一组无防备照片，不久后成为他长盛不衰的专栏“On the Street”。他在纽约时报的编辑，Arthur Gelb，称这些照片是纽约时报的一个转折点，因为这是时报有史以来刊登知名人物的照片却没有事先得到他们的许可。然而，康宁汉依然开玩笑地谈论他在时报的角色：“我无足轻重，我只是在广告周围填上空白，如果我们有任何照片的话。” 他率先在时报上报道了同性恋群体的报道，是在1979年拍摄了火岛松林村庄的筹款活动，让那些敏锐的读者解读他的照片而不用通过任何言语。直到90年代，他还将艾滋病福利，同性恋游行和"假发嘉年华"都纳入了他的报道。
康宁汉在纽约时报最著名的专栏On the Street和Evening hours, 从1989年2月26日一直刊登到2016年他去世之前，在On the Street专栏，康宁汉拍摄了在曼哈顿的人们和过往行人的场景，他通常选择在第五大道和第57街的交叉路口拍摄，因此第五大道和第57街的角落被纽约时报称为坎宁汉的“主要出没地”。就如他拍摄的照片，他关注于服装的个人表达。他不会以狗仔记者的方式跟拍人物，比起名人更喜欢那些真实的个人风格。有次他曾解释过为什么他不加入那些围绕在凯瑟琳·德纳芙的摄影师之中：“但（因为）她穿得没什么意思。”后来他解释说：“我不喜欢拍摄那些穿赞助服装的女人们，我更喜欢那些女人们自己花钱买自己穿的衣服的派对...当你自己花钱买，你有自己的选择。” 。Hilton Als在《纽约客》写道康宁汉，“他喜欢年轻人，他说，那些他从未见过的用灵魂穿衣，或者就那样，他对那些在红毯上展示那些不由他们选择的服装的名人们并不感兴趣。他的大部分照片都没有发表，他的时尚哲学是大众的、民主的。”
“时尚在今时今日也同样重要和有趣。当那些严肃的人们对于在街上所看到的表示震惊，我明白，但时尚有它的使命，它是我们时代的镜像。”
他在《Details》杂志撰写了时尚评论并且发表了照片随笔，从1985年3月第一期的六个页面开始，后来越来越多。他曾同时也是该杂志的所有者之一。他在那里的作品包括一篇对比Isaac Mizrahi和早期Geoffrey Beene的设计的相似之处的插图文章，Isaac Mizrahi称之为“令人难以置信的不公平和主观武断”。在1989年《Details》一篇文章中，他是第一个将单词“解构主义”用于时尚的人。设计师Oscar de la Renta说：“比起纽约的其他任何人，康宁汉拥有纽约过去40年或50年的视觉历史，这几乎是时尚之于纽约生活的整个范畴。” 康宁汉的职业生涯中拍摄的日常人物，社交名流和时尚人物，其中许多人使得他的公司得到更多的价值。据大卫洛克菲勒说，Brooke Astor要求康宁汉参加她的100岁生日派对，康宁汉是唯一被邀请的媒体人。
从1968年开始的八年里，康宁汉创作了一个复古时尚系列的项目——拍摄一系列他的艺术家好友兼邻居Editta Sherman着复古服装以同时期的曼哈顿作为背景的照片。多年后，他解释说：“我们想在旧货店和街头集市收集所有这些美好的衣服，这是一张两件1860年的塔夫绸礼服的照片，内战前我们花了20美元一件，没有人想要这样的东西，这件Courrèges我大概花了2美元，年轻人热衷于混搭嬉皮的东西，而我只是为高级时装而疯狂。”该项目汇集了1800个地点和500套服装。1978年，他出版了《Facades》，汇集了128张这个项目的照片。
2018年，有人在生前大部分時間替雜誌報刊工作的康宁汉的財產中發現了一本回憶錄，並將回憶錄集結成書，名為《Fashion Climbing》，書中除了講述他如何進入紐約的時裝圈外，更記錄了他身為天主教徒的成長過程及他當年參軍的經歷，將於同年9月發售。

## 展览
1977年在纽约时装技术学院（即FIT）展出了一系列康宁汉的《Facades》 项目的照片。Facades系列于2014年在纽约历史协会举办了一次完整的展览。该协会还持有91张来自康宁汉捐赠的Facades系列银质明胶银色照片。2016年，萨凡纳艺术与设计学院（即SCAD） FASH时尚电影博物馆推出了名为“凡尔赛大转折，比尔康宁汉的复古照片”的展览，展出了康宁汉拍摄的1973年凡尔赛时装秀之战（1973年11月28日在凡尔赛宫举行的历史时装秀，旨在为其修复筹集资金）的照片。

## 奖项和荣誉
1983年，美国时装设计师委员会将康宁汉任命为年度杰出摄影师。 
2008年，法国文化部授予康宁汉法兰西艺术与文学勋章。当他在巴黎出席奖章授勋仪式时，他仍然在现场拍摄来宾，“真理永恒不变：寻求美的人將会找到它。”康宁汉在授勋演讲中最后说道。
2009年，他被纽约地标保护协会评为“活地标” 。
2012年，他获得了卡内基大厅卓越奖章。在华道夫-阿斯多里亚酒店酒店举行的颁奖仪式的邀请函上写着“盛装为比尔而来”（"Come Dressed for Bill"）。

## 个人理念
他的个人理念是：“你看，如果你不拿钱，他们将不能要求你该做什么，孩子，这就是事情的关键，别碰钱，除非实在没有办法了。” 有时候他会换种说法：“金钱是最廉价的东西，自由是最昂贵的。” 他拒绝了所有他拍的人赠予他的礼物，甚至不吃在慈善晚会上提供的食物和饮料。他说：“我只是想要一种简单的方式，而在纽约这几乎是不可能的，在纽约，诚恳和直接，就像唐吉诃德大战风车。” 虽然他从70年代开始就定期为纽约时报做贡献，但直到1994年才成为员工，当他在骑车时被卡车撞了后才决定需要个健康保险。他的大部分图片从未出售或出版过。他说：“我真的是为自己做这些事，我偷了人们的影子，所以当我不卖它们时我不会感到内疚。”
他形成了自己的时尚标志，穿着黑色运动鞋和蓝色清洁工工作服的标志性打扮，他唯一的配件是相机。他骑脚踏车在曼哈顿之中穿行。在2013年纽约市推出脚踏车共享计划时他称赞道：“到处都有脚踏车，很适合那些一直都很不耐烦的纽约人。我喜欢看到他们都在脚踏车轮上，清晨上班的路上男人们穿着西装、女士穿着办公室服装都骑着脚踏车...这对纽约人来说非常幽默，非常实用...我的意思是，这很棒。” 在2015年的自行车事故中弄伤了膝盖骨后，86岁高龄的他在右腿上穿戴了固定器，依然奔赴各处，从没停止工作。
纪录片电影“比尔·康宁汉 纽约 ”中一段在他60岁时的采访片段阐述了他的时尚哲学：“很多人把时尚视为一种轻浮的东西，在巨大的社会动荡和问题时应该抛弃 - 重点在于，事实上，你知道，时尚事实上它像是远离现实生活的避难所，我无法想象你可以避开它，就好像废除了人类文明。”

## 媒体相关
2010年，导演Richard Press和纽约时报作家Philip Gefter制作了《比尔·康宁汉 纽约》（Bill Cunningham New York），关于康宁汉的纪录片。纪录片电影于2011年3月16日发行。它展示了康宁汉骑脚踏车穿行在曼哈顿，住在卡内基音乐厅的一间小公寓里。公寓没有衣柜，厨房或私人浴室，里面放满了文件柜和他拍的照片。纪录片还详述了他关于时尚，艺术和摄影的哲学，并观察了他在拍摄照片时与他的照片主体的互动。
2012年3月 BBC Two 英国广播电视二台的《文化秀》第25集节目中提到康宁汉。

## 逝世
2016年，比尔·康宁汉因中風入院，數日後不治，於美國時間6月25日辭世。他的逝世在时尚界和新闻界都有广泛报道。第五大道的Bergdorf Goodman百货在他逝世后在橱窗设计了纪念康宁汉的陈列。数千人签署了一份网上请愿书，请求将纽约市第五大道和第57街的角落改名为“比尔康宁汉的角落”，2016年7月7日请愿达成。康宁汉是终身的天主教徒，通常都在曼哈顿的St. Thomas More教堂做礼拜，在那里教区神父Kevin Madigan为他举行了安魂弥撒仪式，神父回忆说：“那些离比尔最近的人会证明他是一个高尚的人。每一个星期日，比尔都出现在后排的条凳座位上，就像他在慈善活动或者The Pierre酒店或者时装秀上那样不想引人注意。”